# Microregiunea Mátészalka
Microregiunea Mátészalka (în maghiară Mátészalkai kistérség) a fost o microregiune statistică (kistérség) din județul Szabolcs-Szatmár-Bereg, Ungaria.
Cu o populație de 62.576 locuitori și o suprafață de 624,7 km2, aceasta a existat până în 2014, când în Ungaria, microregiunile ”kistérségek” au fost înlocuite de districte (járások).